# Graptomyza triangulifera
Graptomyza triangulifera är en tvåvingeart som först beskrevs av Jacques-Marie-Frangile Bigot 1883.  Graptomyza triangulifera ingår i släktet Graptomyza och familjen blomflugor. Inga underarter finns listade i Catalogue of Life.